# Amenaza biológica
Amenaza biológica (título original: Doomsday Man) es una película de 2000 dirigida por William R. Greenblatt y protagonizada por Esai Morales, James Marshall y Yancy Butler.
La película se inspira en la película Outbreak (1995).

## Argumento
Un nuevo virus mortal desconocido ha sido encontrado en el Zaire, que mató a miles de personas y que se detuvo quemando a los enfermos. Es un virus mortal que se contacta a través de los fluidos. Un día tres conocidos científicos, Mike, su hermano Tom y Jill, y una agente del gobierno de los Estados Unidos llamada Kate, acuden a casa de la familia Keller para recoger muestras del virus que ha entrado en los Estados Unidos y ha causado la espantosa muerte de todos sus miembros. Había sido causado porque el padre, el Dr. Keller había estado antes en el lugar del virus. 
Desde entonces el virus, apodado Keller por lo ocurrido, ha estado siendo investigado para hacer un antídoto. Un día Tom deja ser  él mismo, porque su esposa murió infectada por ese virus. Robó todas las muestras de este virus mortal del laboratorio militar donde trabajaba con su esposa. Ahora toda la población está en peligro, ya que amenaza con liberarlo tal manera que media población de Estados Unidos caería víctima de él si le siguen. 
Su hermano Mike, que dejó el proyecto, es entonces reclutado por Kate para encontrar a su hermano y eventualmente detenerlo. La fuga de Tom cobra entonces su primera víctima. Los rastros de sangre encontrados en la persona muerta muestran que el Tom también está infectado con el virus. Dentro de tres días sufrirá una muerte dolorosa y se dan así cuenta que busca febrilmente por ello un antídoto. Durante el incidente, Tom hiere a una niña y la infecta. Con ella como rehén, se atrinchera en una casa. Rodeado de militares, coacciona doce horas de tiempo, mientras que utiliza un antídoto que ha conseguido desarrollar y que funciona en las fases tempranas de la enfermedad. 
El general al mando ordena aun así que asalten la casa de todos modos para recuperar las muestras y volver con el proyecto. Al mismo tiempo Mike descubre, que el general abusó de Jill y de Tom para convertir ese virus en una arma biológica en vez de buscar la vacuna al respecto. Eso desencadenó una serie de acontecimientos que contribuyeron a la muerte de Jill y al posterior comportamiento errático de Tom, que es motivada por furia y culpa y por el hecho de haber perdido todo por lo ocurrido.  
Finalmente descubre, que Tom ha conseguido curar a la chica y detener la enfermedad en su cuerpo. Después de despedirse de Kate y Mike, él entonces incendia un establo al lado de la casa para destruir las pruebas y a sí mismo y así evitar que se pueda utilizar el virus como arma. Luego él mata al general con un paquete con veneno que le envió antes en venganza por lo ocurrido.

## Reparto
| Actor          | Personaje        |
| -------------- | ---------------- |
| Esai Morales   | Mike             |
| James Marshall | Tom              |
| Yancy Butler   | Kate Roebuck     |
| Renee Allman   | Jill             |
| Kerry Thornton | Laura            |
| Randell Haynes | Lyons            |
| Jill Galloway  | Melissa          |
| Barry Bell     | General Prentiss |

## Recepción
Hoy en día el filme ha sido valorado en los portales de información cinematográfica y entre la crítica profesional. En IMDb, por ejemplo, con 498 votos registrados, el filme obtiene una media ponderada de 3,7 sobre 10. También cabe destacar que el 50% de los usuarios de La Vanguardia la valoraron positivamente.